# František Jaromír Rubeš

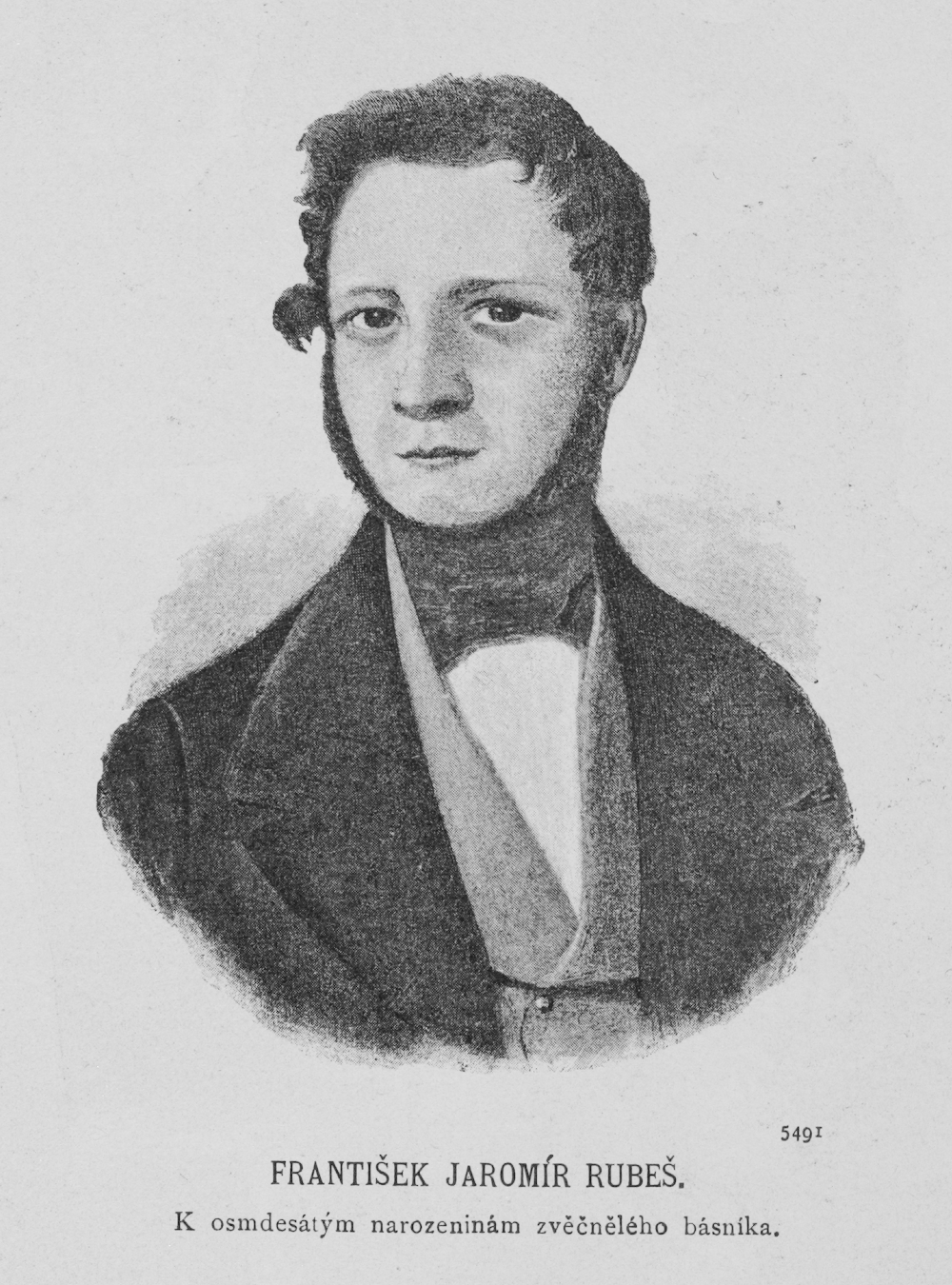
František Jaromír Rubeš

František Jaromír Rubeš (* 16. Januar 1814 in Čížkov, Böhmen; † 10. August 1853 in Skuteč) war ein tschechischer Schriftsteller.

## Leben
František Jaromír Rubeš war der Sohn eines Brauereipächters. Nach dem Besuch des Gymnasiums in Deutschbrod zog er nach Prag. Hier widmete er sich zuerst ab 1834 drei Jahre lang einer theologischen Ausbildung am Priesterseminar, verlegte sich dann aber auf das Studium der Rechtswissenschaft, das er von 1837 bis 1845 an der Universität Prag absolvierte. Neben dem Erlernen der juristischen Disziplin arbeitete er auch als Erzieher. Nach dem Abschluss seines Studiums widmete er sich einer Laufbahn als Justizbeamter und nahm diesen Beruf ab 1845 in Karlín, ab 1847 in Načeradec, ab 1850 in Kutná Hora und zuletzt ab 1851 in Skuteč wahr.
Von 1842 bis 1847 war Rubeš Mitherausgeber der ersten tschechischen humoristischen Zeitschrift Paleček. Er verfasste Schwänke und launige Gedichte (u. a. Deklamovánky a písně [d. h. Deklamationsstücke und Lieder], 6 Bände, 1837–47), in denen er mit pointiertem Humor die menschlichen Schwächen aufdeckte. Auch karikierte er berühmte Poeten und parodierte historischen Sagen. Auf diese Weise unterhielt er das tschechische Bürgertum des Biedermeier. Ferner schrieb er humorvolle populäre Erzählungen und Novellen mit treffsicherer Charakterzeichnung (u. a. Pan amanuensis na venku aneb Putování za novelou (d. h. Herr Amanuensis auf dem Lande oder Die Reise zur Novelle), 1842).